# 田子館
田子館（たっこだて）は、青森県三戸郡田子町田子字風張・相米字相米向にあった日本の城。南部氏の田子前館（たっこまえたて、別名・牛尾館）と佐々木（笹木）氏の田子館（たっこたて、別名・佐々木館）の2館の総称。2館は別々に町の史跡に指定されているが、埋蔵文化財包蔵地としては「田子館（たっこだて）」として同一遺跡となっている。

## 概要
「田子」は戦国時代にみえる地名で「達戸」とも書いた。田子館は、熊原川の支流・相米川の右岸に面した丘陵の、標高120メートルほどの平坦部に立地する東西200メートル×南北120メートル規模の平山城（居館）である。城跡は、田子前館（牛尾館）は田子町立田子中学校校庭、田子館（佐々木館）は畑地になっている。

### 田子前館（牛尾館）
田子前館は、明応年間（1492年-1501年）に第20代当主・南部信時が引退を機に、同地にあった佐々木氏（笹木氏）の居館を接収して南部氏のものとなったと伝えられる。以後およそ100年間、光康・高信・信直まで当主が代々利用した。慶長3年（1598年）の『館持御支配帳』には「田子前館 三百石 南部信直」とある。
永禄年間（1558年 - 1570年）の南部氏内訌時の館主は信直であり、第27代当主となる嫡男の南部利直も同所で生まれた。天正10年（1582年）に信直は三戸南部氏26代を継承して三戸城に移るが、その後も別館として使用された。
1984年（昭和59年）3月6日に田子町指定史跡。

### 田子館（佐々木館）
『慶長御支配帳』には「田子館 二百石 笹木惣左衛門」とある。佐々木（笹木）氏の館は当初、現在の田子中学校の地点にあったが、同地を南部信時に譲り（田子前館）、西側の隣接地に新たに館を建てたと伝わる。
1984年（昭和59年）3月6日に田子町指定史跡。